# Vicenta Martí Nebot
Vicenta Martí Nebot (l'Alcora, Alcalatén, 1919 - ?) fou una miliciana anarquista.

## Biografia
Afiliada a la Confederació Nacional del Treball i a les Joventuts Llibertàries, va marxar al front com a miliciana. També va formar part d'una companyia de teatre, on els beneficis anaven destinats al Socors Roig Internacional, que era un servei humanitari de caràcter internacional creat per la Internacional Comunista el 1922, per ajudar els presoners i ferits mitjançant la recaptació recursos materials i humans.
Després de la Guerra Civil i quan Vicenta Martí tenia 22 anys, va ser empresonada en Girona i sotmesa al Consell de Guerra Permanent de Castelló. Se la va acusar d'autora d'un delicte d'adhesió a la rebel·lió militar, de ser anarquista i d'intervindre en saquejos, detencions, destrucció i incendi d'una església, a més d'haver participat en el registre d'una casa, on posteriorment el propietari fou assassinat. Per tot això es va dictar la sentència per la qual va ser condemnada a la pena de reclusió perpètua.